# Wilhelm Raabe
Wilhelm Raabe, ps. Jakob Corvinus (ur. 8 września 1831 w Eschershausen, zm. 15 listopada 1910 w Brunszwiku) – niemiecki pisarz.
Jeden z najwybitniejszych i najoryginalniejszych pisarzy niemieckich przez współczesnych długo niedoceniany, mistrz realistycznej charakterystyki, głęboko współczujący z niedolą i cierpieniem ludzkim.

## Dzieła (wybór)
- 1856, Die Chronik der Sperlingsgasse
- 1857, Ein Frühling
- 1858, Die alte Universität
- 1859, Die Kinder von Finkenrode
- 1861, Die schwarze Galeere, Der heilige Born, Nach dem grossen Kriege
- 1862, Unseres Herrgotts Kanzlei, Verworrenes Leben
- 1863, Die Leute aus dem Walde, Holunderblüte
- 1864, Der Hungerpastor
- 1865, Drei Federn
- 1867, Abu Telfan
- 1869, Der Regenbogen
- 1870, Der Schüdderump
- 1872, Der Dräumling
- 1873, Deutscher Mondschein
- 1874, Meister Autor
- 1876, Horacker
- 1879, Alte Nester, Wunnigel, Krähenfelder Geschichten
- 1880, Deutscher Adel
- 1881, Das Horn von Wanza
- 1882, Fabian und Sebastian
- 1883, Prinzessin Fisch
- 1884, Villa Schönow, Pfisters Mühle
- 1885, Unruhige Gäste
- 1887, Im alten Eisen
- 1888, Das Odfeld
- 1889, Der Lar
- 1891, Stopfkuchen. Eine See- und Mordgeschichte
- 1894, Kloster Lugau
- 1896, Die Akten des Vogelsangs
- 1899, Hastenbeck
- 1902, Altershausen (wydano w 1911)

Powieści Wilhelma Raabe: „Der Hungerpastor” (1864, 3 tomy), „Abu Telfan, oder die Heimkehr vom Mondgebirge” (1867, 3 tomy), „Der Schüdderump” (1870, 3 tomy, są ze względu na swą łączność ideową wymieniane jako trylogia). Wydania zbiorowe ukazywały się w latach (1913—1916) i obejmowały 18 tomów.

## Opracowania
- Giesbert Damaschke: Wilhelm Raabe. "Krähenfelder Geschichten". Bern u.a.: Lang. 1990. (= Narratio; 3)
- Horst Denkler: Neues über Wilhelm Raabe. 10 Annäherungsversuche an einen verkannten Schriftsteller. Tübingen: Niemeyer. 1988. (= Untersuchungen zur deutschen Literaturgeschichte; 46)
- Horst Denkler: Wilhelm Raabe. Legende – Leben – Literatur. Tübingen: Niemeyer. 1989.
- Werner Fuld: Wilhelm Raabe. Eine Biographie. München u.a.: Hanser. 1993.
- Wolfgang Giegerich: Der verlorene Sohn. Vom Ursprung des Dichtens Wilhelm Raabes. Essen: Verl. Die Blaue Eule. 1987. (= Wilhelm-Raabe-Studien; 3)
- Dirk Göttsche: Zeitreflexion und Zeitkritik im Werk Wilhelm Raabes. Würzburg: Königshausen u. Neumann. 2000.
- Siegfried Hajek: Der Mensch und die Welt im Werk Wilhelm Raabes. Warendorf/Westf.: Schnell. 1950.
- Ingeborg Hampl: "Grenzfälle" : Familien- und Sozialstrukturen im Erzählwerk Wilhelm Raabes. Passau: Wiss.-Verl. Rothe. 1995. (= Passauer Schriften zu Sprache und Literatur; 8)
- Friedhelm Henrich: Wilhelm Raabe und die deutsche Einheit. Die Tagebuchdokumente der Jahre 1860-1863. München: Fink. 1998.
- Kurt Hoffmeister: Mit Dinte, Feder und Papier. Dichteralltag in Braunschweig. Wilhelm Raabes Zeit in Braunschweig 1870 bis 1910 nach Tagebuchaufzeichungen und Briefen. Wolfenbüttel: Heckner. 1999.
- Kurt Hoffmeister: Wilhelm Raabe – Schriftsteller in Wolfenbüttel. Braunschweig. 2000.
- Otto Huth: Raabe und Tieck. Essen: Verl. Die Blaue Eule. 1985. (= Wilhelm Raabe-Studien; 1)
- Nathali Jückstock-Kießling: Ich-Erzählen. Anmerkungen zu Wilhelm Raabes Realismus. Göttingen: Vandenhoeck u. Ruprecht. 2004. (= Palaestra; 318)
- Arpad Klein: Versuch einer Interpretation von Wilhelm Raabes Werk. Braunschweig: Pp-Verl. 1983. (= Raabe-Forschungen; 3)
- Hans Kolbe: Wilhelm Raabe. Vom Entwicklungs- zum Desillusionierungsroman. Berlin: Akademie-Verl. 1981.
- Ulrike Koller: Wilhelm Raabes Verlegerbeziehungen. Göttingen: Vandenhoeck u. Ruprecht. 1994.
- Leo A. Lensing u. Hans-Werner Peter (Hrsg.): Wilhelm Raabe. Studien zu seinem Leben und Werk. Aus Anlaß des 150. Geburtstages (1831-1981). Braunschweig: Pp-Verl. 1981.
- Rosemarie Schillemeit: Antikes im Werk Wilhelm Raabes und andere Beiträge zur Raabe-Philologie. Göttingen: Vandenhoeck u. Ruprecht. 1997.
- Sigrid Thielking (Hrsg.): Raabe-Rapporte. Literaturwissenschaftliche und literaturdidaktische Zugänge zum Werk Wilhelm Raabes. Wiesbaden: DUV. 2002.
- Uwe Vormweg: Wilhelm Raabe. Die historischen Romane und Erzählungen. Paderborn: Igel-Verl. Wiss. 1993. (= Reihe Literatur- und Medienwissenschaft; 16)
- Christoph Zeller: Allegorien des Erzählens. Wilhelm Raabes Jean-Paul-Lektüre. Stuttgart und Weimar: Metzler. 1999.